# Georgia Simmerling
Georgia Simmerling (Vancouver, 11 maart 1989) is een Canadese alpineskiester, freestyleskiester en baanwielrenster. Ze vertegenwoordigde haar vaderland op de Olympische Winterspelen 2010 in Vancouver, op de Olympische Winterspelen 2014 in Sotsji en op de Olympische Zomerspelen 2016 in Rio de Janeiro.

## Carrière
Simmerling maakte haar wereldbekerdebuut in december 2008 tijdens de super G in Lake Louise. Ze stond nooit op het podium van een wereldbekerwedstrijd.
Op de Olympische Winterspelen 2010 liet Simmerling als beste resultaat een 27e plaats op de super G optekenen. In de supercombinatie en de afdaling verscheen ze uiteindelijk niet aan de start.

### Skicross en baanwielrennen
In het seizoen 2011/2012 stapte Simmerling over op het onderdeel skicross. Bij haar wereldbekerdebuut in december 2011 in Innichen scoorde ze direct wereldbekerpunten, een dag later behaalde ze haar eerste toptienklassering in een wereldbekerwedstrijd. Een jaar na haar debuut stond ze in Innichen voor het eerst op het podium van een wereldbekerwedstrijd. Op de wereldkampioenschappen freestyleskiën 2013 in Voss eindigde de Canadese als dertiende op de skicross. Tijdens de Olympische Winterspelen van 2014 in Sotsji eindigde Simmerling als veertiende op de skicross.
In Kreischberg nam ze deel aan de wereldkampioenschappen alpineskiën 2015. Op dit toernooi eindigde ze als 26e op het onderdeel skicross. Bij dit toernooi liep de Canadese een polsblessure op. Naar aanleiding hiervan besloot ze haar droom om deel te nemen aan de Olympische Zomerspelen na te jagen. Op de wereldkampioenschappen baanwielrennen 2016 in Londen sleepte Simmerling samen met Allison Beveridge, Jasmin Glaesser en Kirsti Lay de zilveren medaille in de wacht op de ploegenachtervolging. Tijdens de Olympische Zomerspelen van 2016 in Rio de Janeiro veroverde ze samen met Allison Beveridge, Jasmin Glaesser en Kirsti Lay de bronzen medaille op de ploegenachtervolging. Na afloop van de Spelen maakte ze bekend haar rentree te maken op de skicross. In de Spaanse Sierra Nevada nam de Canadese deel aan de wereldkampioenschappen freestyleskiën 2017. Op dit toernooi eindigde ze als zevende op het onderdeel skicross.

## Resultaten

### Baanwielrennen
| Jaar      | CK                                          | P-AK                                 | WK                                       | Overige                                    |
| Als elite | Als elite                                   | Als elite                            | Als elite                                | Als elite                                  |
| --------- | ------------------------------------------- | ------------------------------------ | ---------------------------------------- | ------------------------------------------ |
| 2015      | 4e achtervolging 6e 500m tijdrit 10e omnium |                                      |                                          |                                            |
| 2016      |                                             |                                      | ploegenachtervolging                     | Olympische Spelen: · ploegenachtervolging  |
| 2017      |                                             |                                      |                                          |                                            |
| 2018      |                                             |                                      |                                          |                                            |
| 2019      | achtervolging · 9e 500m tijdrit             | achtervolging · ploegenachtervolging | 4e ploegenachtervolging                  |                                            |
| 2020      |                                             |                                      | 4e ploegenachtervolging 9e achtervolging |                                            |
| 2021      |                                             |                                      |                                          | Olympische Spelen: 4e ploegenachtervolging |

### Alpineskiën

#### Olympische Spelen
| Jaar | Plaats    | Resultaten                                   |
| ---- | --------- | -------------------------------------------- |
| 2010 | Vancouver | 27e Super G DNS Afdaling DNS Supercombinatie |

#### Wereldbeker
Eindklasseringen
| Seizoen   | Algm | SG  |
| --------- | ---- | --- |
| 2009/2010 | 129e | 54e |

### Freestyleskiën

#### Olympische Spelen
| Jaar | Plaats | Resultaten   |
| ---- | ------ | ------------ |
| 2014 | Sotsji | 14e Skicross |

#### Wereldkampioenschappen
| Jaar | Plaats        | Resultaten   |
| ---- | ------------- | ------------ |
| 2013 | Voss          | 13e Skicross |
| 2015 | Kreischberg   | 26e Skicross |
| 2017 | Sierra Nevada | 7e Skicross  |

#### Wereldbeker
Eindklasseringen
| Seizoen   | Algm | SX  |
| --------- | ---- | --- |
| 2011/2012 | 109e | 29e |
| 2012/2013 | 38e  | 8e  |
| 2013/2014 | 24e  | 6e  |
| 2014/2015 | 54e  | 14e |
| 2016/2017 | 45e  | 11e |
| 2017/2018 | 22e  | 6e  |